# Wilhelm Simon (Agrarwissenschaftler)
Wilhelm Simon (* 30. Juli 1923 in Spornitz; † 1. Januar 2016 in Rostock) war ein deutscher  Acker- und Pflanzenbauwissenschaftler.

## Leben
Simon stammte aus einer mecklenburgischen Bauernfamilie. Er ging zunächst zur landwirtschaftlichen Winterschule, wurde mit 19 Jahren zur Wehrmacht eingezogen, schloss nach dem Zweiten Weltkrieg die höhere Landbauschule Rostock als staatlich geprüfter Landwirt ab. Er studierte dann 1947/50 an der Rostocker Universität Landwirtschaft mit einem ergänzenden Zusatzstudium in Pädagogik. Nach einer eineinhalbjährigen Tätigkeit als Fachschullehrer war Simon seit Beginn des Jahres 1952 im DAL-Institut für Acker- und Pflanzenbau Müncheberg/Mark als Leiter der Abteilung Pflanzenbau tätig. Dort brachte er auch seine bereits zuvor begonnene Dissertation zum Thema Verbesserte Pflanzgutvorbereitung durch Wässern der Kartoffeln zum Abschluss, mit der er 1953 in Rostock bei Werner Schleusener und Rudolf Schick zum Dr. agr. promovierte.
Simon hat in Müncheberg nahezu zehn Jahre gewirkt. Er hat dort ein umfassendes Versuchsprogramm besonders zur Fruchtfolge auf verschiedenen Standorten in acht Versuchsstationen zum Futterbau und anderen Problemen auf den Weg gebracht und laufend ausgewertet. Die Ergebnisse fanden in zahlreichen wissenschaftlichen Beiträgen, darunter in mehreren Büchern und in der 1956 an der Humboldt-Universität Berlin eingereichten Habilitationsschrift, ihren Niederschlag. 1961 wurde er zum Professor und Direktor des Institutes für Futterbau der eben gegründeten LH Bernburg berufen. Nach ihrer Umprofilierung 1967 trat Simon in das Institut für Grünland und Moorforschung der DAL Paulinenaue ein und baute dort die  Abteilung Ackerbau auf. Hier hat er sich weiter auf die Erforschung des Ackerfutterbaues, besonders der Beweidung von Ackerfutterpflanzen, den Ansaatverfahren von Rotkleegras und Luzerne, den Anbauverfahren von Gerstgras und des Zwischenfruchtbaues konzentriert.
Simon schied 1983 aus gesundheitlichen Gründen vorzeitig aus dem aktiven Dienst, befasste sich aber danach noch mit der Schafhaltung im Dienste der Landschaftspflege und mit Fragen der ökologisch vernünftigen Landbewirtschaftung.
Simon war Berater der bäuerlichen Praxis (weshalb er auch „Der Bauernprofessor“ genannt wurde).  Er betätigte sich als Pianist und Organist sowie als Chorleiter, schrieb Gedichte für Plattsnackers mit dem Titel Willem vertellt, eine Reihe, die sechs Bände umfasst und mehrfach aufgelegt wurden.
Seine Autobiographie verfasste er in zwei Bänden: Wie ich Pazifist geworden bin, Mein Leben als Land-Wirt.

## Ehrungen
- Vaterländischer Verdienstorden der DDR in Bronze
- Johannes-R.-Becher-Medaille in Silber
- Bundesverdienstkreuz am Bande

## Veröffentlichungen
Simon  hat etwa 600 Publikationen veröffentlicht, darunter 137 wissenschaftlich-experimentelle Arbeiten, 150 Fachaufsätze in der Tages- und Wochenpresse, 57 Broschüren bzw. größere Beiträge in Fachbüchern, 16 Bücher, 5 agra-Lehrfilme, 5 Patentschriften und diverse Rundfunk- und Fernsehsendungen.
- Der Luzerne- und Kleegrasbau mit C. Lehmann, Schriftenreihe d. DAL f. LPG, H. 47. 1954
- Luzerne, Klee und Kleegras, 1956, 2. Aufl. 1960.
- Hohe Futtererträge durch richtige Auswahl der Futterpflanzen im Haupt- und Zwischenfruchtanbau. 1957
- Sandige Ackerböden, Bodenkunde, Pflanzenbau, Ökonomie. 1960
- Praktische Anleitung zur Aufstellung von Fruchtfolgen. 4. Aufl. 1967
- Zwischenfruchtbau – eine wichtige futterbauliche und ackerbauliche Maßnahme. 1977